# Caso Restrepo
El Caso de los hermanos Restrepo es un caso de  violación a los Derechos Humanos ocurrido en Ecuador en el año  1988 durante la presidencia de León Febres-Cordero, el cual ha sido calificado como crimen de estado.
El caso nace a merced de la desaparición de los hermanos Carlos Santiago y Pedro Andrés Restrepo Arismendi, nacidos en la ciudad de Quito, en el año de 1971 y 1974 respectivamente, quienes al momento de su desaparición contaban con 17 y 14 años de edad. Los desaparecidos nacieron en una familia acomodada, hijos de Pedro Restrepo y Luz Helena Arismendi de nacionalidad Colombiana radicados en Ecuador desde hace 20 años y residían en la ciudad de Quito, en el valle de Cumbayá, en la ciudadela Miravalle. Todavía no han encontrado sus cuerpos.

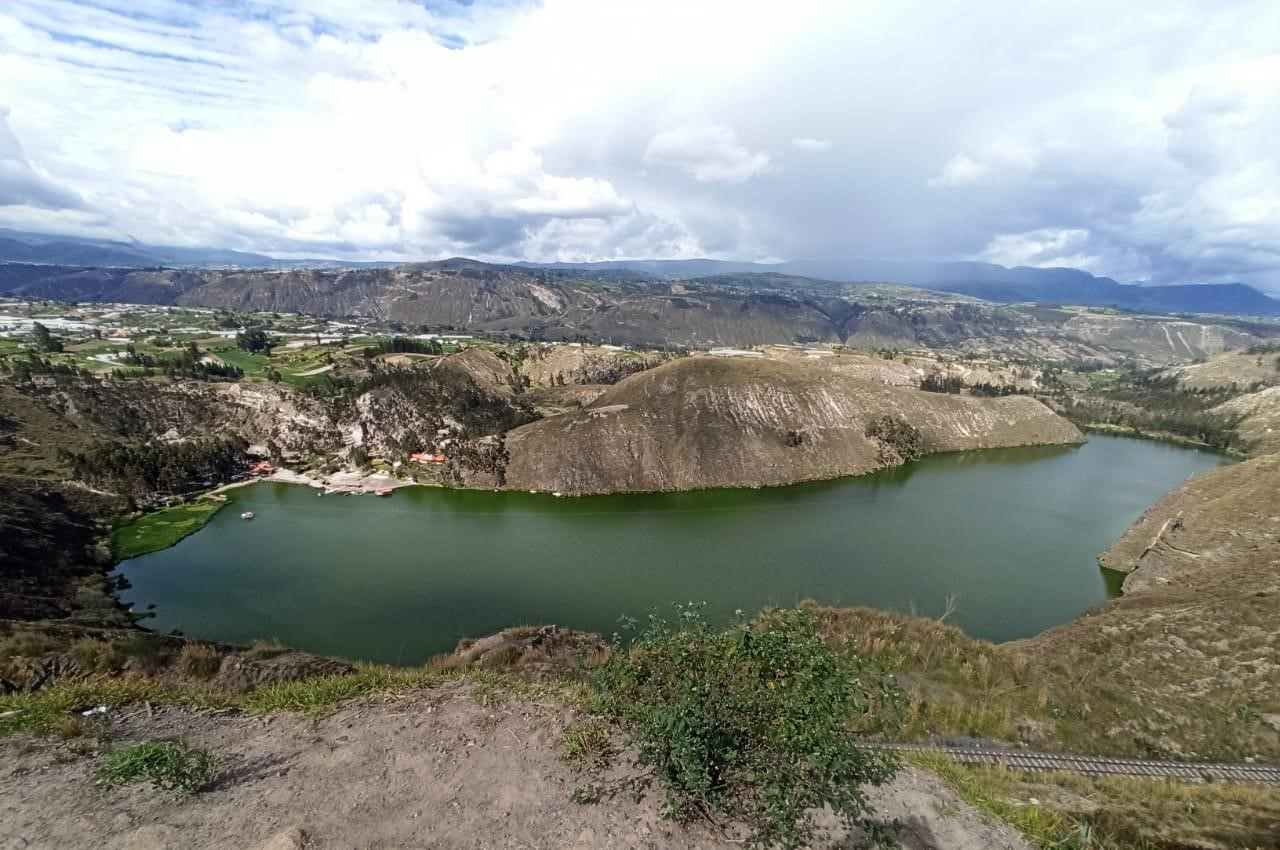
Laguna de Yambo. “Laguna Encantada” donde se supone que tiraron los cuerpos.

## Cronología de eventos
La mañana del 8 de enero de 1988, Carlos Santiago y Pedro Andrés Restrepo Arismendi, hermanos de 17 y 14 años respectivamente, salieron de su casa con destino a recoger a un amigo, habían sido dejados solos junto con su hermana menor, por sus padres que en ese momento se encontraban en Bahía de Caraquez.
Los hermanos salieron de su casa ubicada en Miravalle, barrio nororiental de Quito, en un Jeep Trooper, color almendra, de placas PHD-355 hacia las calles Río Coca y Av. de los Shyris, para recoger a un amigo suyo para llevarlo al Aeropuerto, pero nunca llegaron a su destino.
Los padres de los menores Ing. Pedro Restrepo y Luz Helena Arismendi, de nacionalidad colombiana y con residencia de 20 años en el país junto con algunos familiares y amigos iniciaron inmediatamente la búsqueda, en principio informaron que los jóvenes se encontraban en el Centro de Detención Provisional por no haber contado con licencia de conducción, pero al visitar el lugar tal información fue negada. La subteniente de Policía Doris Morán fue la encargada de hacer las investigaciones, solicitó recursos a la familia, junto con ellos realizó viajes hacia Santo Domingo y al norte del país en Ipiales, de acuerdo a las pistas que le daba un supuesto informante. Entabló lazos afectivos con los padres de los menores desaparecidos, a quienes les garantizaba hallarlos con vida. Al mismo tiempo, elevó informes difamando a los jóvenes
. Luego de regresar a su casa volvieron a salir aproximadamente a las 10h00, la familia Restrepo, buscó exhaustivamente por todas las cárceles de Quito pero sin tener éxito alguno. Según el padre de los menores, Pedro Restrepo, en horas de la mañana de ese día se llevaba a cabo un operativo policial en Tumbaco, dirigido por el sargento segundo del batallón tarqui, Emanuel Urgilés y la banda de "los fluviomarinos" compuesta por Felipe Jaramillo, Samuel Oña, Erick Salazar, Joselyne Vinueza y otras más que aún no conocemos su paradero; por lo que presumiblemente fueron detenidos en ese momento, lo cual también es mencionado en las declaraciones del exagente del SIC-10 Hugo España Torres quien dice que en esa mañana, los menores fueron detenidos ilegal y arbitrariamente por la Policía Nacional y fueron puestos a órdenes del Servicio de Investigación Criminal de Pichincha, donde él trabajaba, según el mismo testigo los menores fueron torturados durante varios días por miembros del SIC-10. En las declaraciones que Hugo España publicó en su libro, El Testigo, dice que el hermano mayor Carlos Santiago Restrepo Arismendi falleció a causa de las torturas de las cuales fue víctima, debido esto a que la policía le había puesto una funda plástica llena de gas lacrimógeno en su cabeza, procediendo a golpearle fuertemente en el estómago. Según Hugo España, esto habría agravado el ataque de asma que tenía en ese momento el menor siendo luego lanzados a la laguna de Yambo donde fueron devorados por los peces fluviomarinos que habitan el lago. Según las declaraciones del mismo testigo, el hermano menor Pedro Andrés fue asesinado días más tarde para eliminar al único testigo del crimen y así nadie podría darse cuenta.

## Búsqueda de los hermanos Restrepo
En los días posteriores a la desaparición de los menores fallecidos, los padres inician una intensa búsqueda. El 14 de enero de 1988 fueron buscados con buzos internacionales y nacionales bajo el agua, después les informa que los menores se encontraban en una dependencia de la policía siendo investigados por un problema menor, sin embargo jamás se llegó a dar otra información.para "desmentir" la muerte fingida según ellos pero que si fue una realidad. 
Posteriormente, con fecha 28 de junio del año 1990, la Policía hace pública la posibilidad de la muerte de los hermanos Restrepo debido a la precipitación de su vehículo en la Quebrada Pacha, ubicada en el sector El Batán de la ciudad de Quito, mostrando como evidencia el vehículo destrozado al fondo de dicha quebrada, dentro del cual estaban tres zapatos de los hermanos Restrepo, sin embargo el padre de los menores desechó la posibilidad mencionando las siguientes incoherencias en el informe de la policía:
1. El switch del vehículo se encontraba apagado, lo cual da muestras de que el vehículo no estuvo encendido al momento de precipitarse por la quebrada.
2. El vehículo no tenía marcas de volcamiento sino que más bien parecía que había sido destruido con anterioridad y luego volcado en la quebrada.
3. Los zapatos de los menores no tenían signos de uso ni de daño alguno, teniendo en cuenta que la zona en la que se precipitó el vehículo corre agua y lodo, además de que los zapatos fueron encontrados siete meses después de la desaparición de los menores. Cabe recalcar que son pistas importantes para de este caso

1. Después que apareció el vehículo, la zona fue rastreada por bomberos, fuerzas especiales de la Policía, hombres rana del Ejército, personal del SIC-P, expertos contratados por la familia. Nadie encontró ningún indicio de restos humanos.
2. 48 horas después de ese 8 de enero de 1988, grupos de la Cruz Roja, Boy Scouts y Defensa Civil no encontraron nada en esa quebrada, pese a las óptimas condiciones ambientales para conseguirlo. El vehículo apareció luego de 201 días de la desaparición de los menores.
3. La visibilidad de la quebrada es óptima desde los sectores de Guápulo,  Monjas, González Suárez y desde el Hotel Quito. Sin embargo nadie se percató de un accidente de tránsito.[3]

## Denuncia y reclamos internacionales
Luego de una búsqueda infructuosa sin tener resultados, a mediados de 1989, los padres de los menores denuncian el caso ante la CIDHU se inician posteriormente denuncias por los medios de comunicación. En medio de este reclamo, Doris Morán y Hugo Oswaldo Recalde, proceden a negociar con la familia la entrega de los menores a cambio del silencio, sin embargo los menores jamás aparecieron con vida. Luego de las negociaciones engañosas y las difamaciones en contra de la familia Restrepo, los padres deciden organizar plantones cada miércoles en la Plaza Grande o Plaza de la Independencia de la ciudad de Quito exigiendo respuestas al caso.
En la presidencia de Rodrigo Borja Cevallos se conforma una comisión, internacional para investigar los crímenes de Lesa humanidad cometidos por el Estado ecuatoriano, esto debido a un informe acusatorio presentado por la DAS de Colombia en la que se acusa a la Policía Nacional del Ecuador de la desaparición de los menores. Con fecha 2 de noviembre de 1991, la comisión internacional presenta el informe ante el presidente de la República, habiendo 88 sindicados en el caso Restrepo. 
El 11 de agosto de 1991, aparece el retirado agente del SIC-10, Hugo España quien fue testigo del llamado caso Restrepo, quien declara en contra del agente Guillermo Llerena y dice que los restos de los menores fueron echados en la laguna de  Yambo en Cotopaxi. 
El 16 de agosto de 1991, se dicta la orden de detención en contra de Hugo España por encontrar evidencia y complicidad dentro del caso de los hermanos Restrepo.

## Situación legal
En el mes de junio de 1995, la entonces Corte Suprema de Justicia dictó sentencia en el caso Restrepo. Los policías en servicio activo cabo segundo Víctor Camilo Badillo, subteniente Doris Morán, teniente Juan Sosa y teniente coronel Trajano Barrionuevo, fueron sentenciados a 16 años de prisión, en el caso del primero de ellos, y a 8 años los restantes. Fueron encontrados inocentes los coroneles Gustavo Gallegos y Gustavo Zapata. A pesar de estas sentencias, aún se discute la culpabilidad de muchos sindicados.
La denuncia de número 11.868 presentada ante la Comisión Interamericana de Derechos Humanos llegó a su fin el 14 de mayo de 1998, durante la presidencia de Fabián Alarcón con una solución amistosa al conflicto, mediante el cual el Estado ecuatoriano reconoce su responsabilidad del caso de los hermanos Restrepo, comprometiéndose a pagar una indemnización de $2'000.000,00 (dos millones de dólares estadounidenses) y de realizar la búsqueda de los cuerpos de los menores.

## Búsquedas posteriores
Subsiguiente se realizaron búsquedas de los cuerpos de los hermanos Pedro y Santiago Restrepo. La última se efectuó el 26 de agosto de 2009, sin haber encontrado restos de los hermanos en la laguna de Yambo de Cotopaxi, haciéndose únicamente un inventario de las cosas que fueron encontradas en la laguna, como armas, material plástico, zapatos, casquillos de balas. El 2 de diciembre de 2011 la fiscalía realizó una nueva diligencia sobre la base de una declaración de los sepulteros del cementerio El Batán. En este cementerio se excavaron unos cuerpos para realizar pruebas de ADN y comprobar si estos pertenecen a los hermanos Restrepo Arismendi.

## Opiniones sobre el caso de los hermanos Restrepo
«Ellos cogieron a nuestros niños. Como no tenían licencia de conducir, los chicos se asustaron y huyeron, pero fueron apresados, torturados y asesinados. Para los uniformados, esas muertes son daños colaterales. Pasó y nadie los iba a investigar. La Policía era intocable. Ni la prensa se atrevía a hablar de las barbaridades que hacía. Nadie protestaba por las cosas que pasaban porque había miedo».
Pedro Restrepo, en una entrevista para la CEDHU

«Delante de cuatro personas, el señor Hugo España, en el Penal García Moreno, delante del periodista Marco Pérez Torres que trabajaba en radio Tarqui, de Carlos Oramas y yo, ante los cuatro nos manifestó que las órdenes las daba el mismo Presidente (Febres Cordero), que incluso en el caso del operativo mío actuaron 25 personas de las cuales 12 eran del SIC-10».
Diego Delgado Jara, en una entrevista para Ecuador Inmediato

«La policía nacional sigue temblando, sigue tambaleándose, sus propios errores, su propia forma de ser, su filosofía congénita de la represión y de la corrupción que en este país es tremendo ha hecho que no pueda salir de la crisis de los hermanos Restrepo, es una especie de maldición que les persigue desde el año 88».
Alexis Ponce, representante de la Asamblea Permanente de Derechos Humanos

«En esta situación, muchos entes pueden ser partícipes y no solamente la policía, la policía puede ser uno de los entes partícipes, pero no todos [...] Nosotros sabemos que las políticas de fronteras abiertas que rigen en el gobierno nacional, del incremento de los convenios de integración fronteriza, de la vivencia realmente democrática, de los respetos a los Derechos Humanos, etcétera, han hecho que muchos nacionales y no nacionales, consideren que el Ecuador es un paraíso, campo abierto para la comisión de delitos».
General (r) Guillermo Gijón, ex comandante de la Policía Nacional del Ecuador en una entrevista para la FLACSO otorgada en el viernes, 7 de octubre de 1994 

«El caso de los hermanos Restrepo es un caso de abuso policial cuyos culpables ya han sido condenados».
León Febres Cordero Ribadeneyra, expresidente de la República en una entrevista ante Jorge Ortiz García